# Larga Marcha 2F
Larga Marcha 2F (en chino simplificado, 长征二号F火箭 Chang Zheng 2F) o CZ-2F y también apodado el Shenjian (神箭, Flecha Divina) designa a un cohete espacial tripulado chino de la familia Larga Marcha formado por cuatro cohetes adicionales laterales (conocidos en inglés como boosters o "aceleradores") y un cuerpo central principal.

## Propulsores
Este cohete utiliza cohetes propulsores que utilizan UDMH como combustible y tetróxido de dinitrógeno como agente oxidante. La etapa superior (3 etapas totales) lleva motores YF-73 y YF-75 que utilizan UDMH como combustible y tetróxido de dinitrógeno como oxidante.

## Cargas
El Larga Marcha 2F es usado para lanzar las naves tripuladas Shenzhou y un avión espacial no tripulado. (usando la variante Larga Marcha 2F/T) En el pasado también lanzaba las estaciones espaciales Tiangong. El máximo peso que puede poner en órbita es 9200 kg.

## Sitios de Lanzamiento
China tienes 4 sitios para satélites y otras operaciones:
- El centro de lanzamiento de satélites de Jiuquan
- Taiyuan
- El centro espacial de Xichang
- Wenchang

El Larga Marcha 2F solo se lanza desde Jiuquan.